# Волчье (Кировская область)
Волчье — село в Зуевском районе Кировской области, входит в состав Семушинского сельского поселения.

## География
Село расположено близ берега реки Чепца в 11 км на северо-запад от центра поселения посёлка Семушино и в 34 км на северо-запад от райцентра Зуевки.

## История
В дозорной книге 1615 года вятского воеводы князя Ф.А. Звенигородского есть запись: «Погост над рекою над Чепцею на Волчье стал внове после дозору Василия Овцына. А на погосте церковь теплая с трапезою Живоначальные Троицы». Известно, что дозор Василия Овцына происходил в 1595 году. Поэтому примерная дата основания села Волчье и Троицкой церкви – между 1595 и 1615 годами. В переписи А. Толочанова 1629 года упоминается «погост … на Вольчье, а на погосте церковь теплая с трапезою Живоначальныя Троицы, а в церкве Божие Милосердие образы и книги, и колокола, и всякое строение мирское». Село и церковь значатся и в переписи Караулова 1654 года. Видимо, в конце XVII века была построена новая Троицкая деревянная церковь с приделом в честь святого Василия Великого, которую указом Вятской Духовной Консистории от 25 февраля 1763 года за № 270 по ветхости разрешено разобрать. В 1740 году в селе приступают к строительству первого каменного холодного Троицкого храма и колокольни. В 1749 году строят теплый придел к церкви во имя Покрова Пресвятой Богородицы. Храм освящают 29 сентября 1749 года. В его ограде хоронили прихожан. В 1861 году ломают теплый придел и рядом начинают строить новый каменный храм. В 1863 году заканчивается его строительство. 12 октября 1869 года освящают средний престол в честь Пресвятой Троицы, в 1872 году – правый (южный) в честь святого Василия Великого и в 1875 году – левый (северный) в честь Покрова Пресвятой Богородицы. В 1890 году старую каменную церковь превращают в кладбищенскую усыпальницу.
В списках населённых мест 1859-1873 года в селе имелось 6 дворов. В конце XIX — начале XX века село входило в состав Рохинской волости Вятского уезда. По переписи 1926 года в селе Волчье-Троицкое числилось 17 хозяйств, в деревне Опали, располагавшейся севернее, — 9 хозяйств и 49 жителей. Село являлась центром Волчье-Троицкого сельсовета Селезеневской волости Вятского уезда, с 1929 года — в составе Зуевского района.
В конце 20-х годов сломали старую (1740 года) церковь и колокольню. В 1938 году закрывают вторую каменную церковь, сбрасывают колокола, ломают все надстройки. В здании церкви расположилась школа трактористов. А в 1958 году переоборудуют помещение церкви, делают к ней пристрой и размещают в ней дом инвалидов.
По данным на 1978 год Волчье вошло в состав Семушинского сельсовета, к нему присоединена упразднённая деревня Опали.

## Население
| 1710 | 1763 | 1873 | 1891 | 1905 | 1926 | 1950 |
| ---- | ---- | ---- | ---- | ---- | ---- | ---- |
| 62   | ↘8   | ↗26  | ↘24  | ↗54  | ↗60  | ↘51  |
| 1989 | 2002 | 2010 |      |      |      |      |
| ↗258 | ↘143 | ↘78  |      |      |      |      |